# Лудвиг II (Тюрингия)
Лудвиг II Железни (на немски: Ludwig II, der Eiserne, * 1128, † 14 октомври 1172, дворец Нойенбург при Фрайбург/Унструт) от род Лудовинги, е ландграф на Тюрингия от 1140 до 1172 година.

## Биография
Той е син на Лудвиг I, който е от 1131 г. първият ландграф на Тюрингия, и на Хедвиг фон Гуденсберг (* 1098, † 1148) от род Гизони, дъщеря и наследничка на гауграф Гизо IV († 12 март 1122) в Гуденсберг в Долен Хесен.
Когато баща му умира на 12 януари 1140 г., крал Конрад III дава ландграфството Тюрингия на дванадесетгодишния Лудвиг II. До неговото пълнолетие майка му Хедвиг е негова регентка. По-малкият му брат Хайнрих Распе II (* 1130, † 1155/57) управлява графството Гуденсберг.
Между Щауфените и Лудовингите съществуват добри връзки, понеже ландграфът през 1138 г. помага при кралския избор на Щауфена Конрад. Затова Лудвиг е сгоден за Юта, племенница на краля и сестра на неговия наследник Фридрих Барбароса. До смъртта на Конрад младият ландграф е през повечето време в кралския двор и получава добро образование от архиепископа на Майнц и епископа на Мерзебург. През 1150 г. той се жени за Юта и вероятно след една година се ражда неговият син и наследник Лудвиг III.
По време на неговото управление Лудвиг е строг към крадливите рицари, които тиранизирали населението. Той получава допълнителното си име според легендата когато обикалял из страната си, той преспал неразпознат в една ковачница в Рула. Ковачът започнал да протестира за състоянието в страната и викнал „Ландграфе, ставай твърд“, което е описано през 1421 г. от Йоханес Роте. Това накарало Лудвиг да наказва грабливите рицари като ги впрягал на рало да орат земя.
С неговия зет Фридрих Барбароса, който става крал през 1152 г. и император през 1155 г., Лудвиг е цял живот съюзен. Заедно те се борят с Велфите с Хайнрих Лъв и архиепископите на Майнц (на които принадлежал и Ерфурт).
По времето управлението на Лудвиг през 1157 г. е разширен палат Вартбург в днешната му форма. През 1170 г. Лудвиг предприема с императора поход против Полша. По време на неговото връщане той се разболява и умира на 14 октомври 1172 г. Погребан е, както почти всички тюрингски ландграфове, в манастир Райнхардсбрун.

## Фамилия
Лудвиг II се жени през 1150 г. за Юта Клариция Швабска, (1133 – 1191) от род Хоенщауфен, дъщеря на Фридрих II от херцог на Швабия и втората му съпруга Агнес от Саарбрюкен, дъщеря на граф Фридрих в Сааргау. Юта е полусестра на Фридрих I Барбароса (1122 – 1190), император на Свещената Римска империя. Те имат децата:
- Лудвиг III (* 1151, † 1190, Кипър), ландграф на Тюрингия от 1172 г.
- Хайнрих Распе III (* 1155, † 1180), граф на Гуденсберг
- Фридрих (* 1155, † 1229), граф на Цигенхайн
- Херман I (* 1155, † 1217), от 1181 г. пфалцграф на Саксония и от 1190 г. ландграф на Тюрингия
- Юта, омъжена за Херман II († 1221), граф на Равенсберг

Гробните плочи на ландграфската фамилия на Тюрингия се намират в църквата „Св. Георг“ в Айзенах.